# Герб Мглина
Герб города Мглина — опознавательно-правовой знак, составленный и употребляемый в соответствии с геральдическими (гербоведческими) правилами и являющийся (наряду с флагом) официальным символом города Мглина Мглинского района Брянской области России.
Герб города Мглина утверждён Решением Совета народных депутатов города Мглина № 5/30 от 31.03.2025 г. 
Герб зарегистрирован в Государственном геральдическом регистре Российской Федерации под № 15255.

## Описание
В зелёном поле – соединённые стеной три золотые остроконечные башни, из них средняя с воротами

## История

### Первый (Польский) герб
Первый герб Мглину Стародубского повета был пожалован 26 марта 1626 года польским королём Сигизмундом III: 
В лазуревом поле Святой Флориан с веткой вербы в одной руке и ковшом, из которого изливается вода, в другой.
В книге Румянцевой В. В. «Эмблемы земель и гербы городов Левобережной Украины периода феодализма» ошибочно приводится, что вместе с магдебургским правом Мглину в 1626 году был пожалован «герб с изображением крепостной стены с тремя башнями с воротами».

### Российская Империя
4 июня 1782 года императрицей Екатериной II вместе с другими гербами городов Новгородско-Северского наместничества был Высочайше утверждён герб города Мглина (ПСЗРИ, 1782, Закон № 15424).

Подлинное описание герба уездного города Мглина гласило: 
Въ зеленомъ полѣ соединенныя три золотыя башни, изъ нихъ средняя съ воротами.

### Проект 1865 года
В 1865 году, в период геральдической реформы Кёне, был разработан проект нового герба Мглина (официально не утверждён):
В зелёном щите крепость о 3 золотых круглых и зубчатых башнях и стенах с черными швами. В вольной части — герб Черниговской губернии. Щит увенчан серебряной башенной короной о трёх зубцах и окружён золотыми колосьями, соединёнными Александровской лентой.

### Советское время
В советское время исторический герб Мглина (1762 года) не использовался.
8 декабря 1983 года была принята эмблема Мглина, которая прекратила своё существование после развала Советского союза, она не была зарегистрирована в Геральдическом совете при Президенте Российской Федерации.